# Ibrahim Al Hussein
Ibrahim Al Hussein (* 23. September 1988) ist ein in Griechenland lebender syrischer Schwimmer im Behindertensport, der 2016 als unabhängiger Teilnehmer bei den Paralympics in Rio de Janeiro antrat.
Al Hussein begann im Alter von fünf Jahren mit dem Schwimmen und war als Jugendlicher in Syrien auf nationaler Ebene erfolgreich. Im syrischen Bürgerkrieg wurde er 2013 Opfer eines Raketenangriffs und musste am rechten Bein amputiert werden. Anschließend flüchtete er über die Türkei nach Griechenland, wo er den Schwimmsport wieder aufnahm. Neben seiner Teilnahme an den Paralympics wirkte er 2016 auch am olympischen Fackellauf in Griechenland mit.

## Leben und Flucht
Ibrahim Al Hussein wuchs als eines von 14 Kindern in der ostsyrischen Stadt Deir ez-Zor auf, sein Vater war Schwimmlehrer. Neben dem Schwimmsport betrieb Al Hussein in seiner Kindheit auch aktiv Judo und Basketball. Bis zum Beginn des syrischen Bürgerkriegs arbeitete er als Elektriker.
Während des Krieges wurde Al Hussein im Jahr 2013, nach anderen Quellen bereits 2012, schwer verletzt. Nachdem einer seiner Freunde bei einem Raketenangriff auf der Straße verletzt worden war, kamen ihm Al Hussein und drei weitere Freunde zur Hilfe. Dabei wurde die Gruppe Opfer eines weiteren Angriffs, bei dem Al Hussein seinen rechten Unterschenkel verlor. Er wurde daraufhin in ein Krankenhaus eingeliefert, in dem er unter einfachen Bedingungen operiert wurde: Während der Operation wachte er zweimal auf. Nachdem er am selben Tag aus dem Krankenhaus entlassen worden war, konnte er in der folgenden Zeit aufgrund der mangelhaften Versorgung der Bürgerkriegsgebiete auf praktisch keine Medikamente zurückgreifen. In der Hoffnung auf bessere Behandlungsmöglichkeiten entschied sich Al Hussein daraufhin für die Flucht in die Türkei. Erst dort brachte er sich selbst wieder das Laufen bei.
Da er in der Türkei ans Haus gebunden war und seine Erwartungen an die medizinische Behandlung nicht erfüllt wurden, entschied sich Al Hussein 2014, über die Ägäis weiter nach Griechenland zu flüchten. Er erreichte mit einem Schlauchboot die vor der türkischen Küste vorgelagerte griechische Insel Samos.
In Griechenland bewegte sich Al Hussein zunächst mithilfe eines Rollstuhls oder Krücken fort, später erhielt er von einem Privatarzt zum ersten Mal eine Prothese zur Verfügung gestellt. Er lebt heute in Athen und arbeitete zuletzt in einem Café, um seinen Lebensunterhalt zu bestreiten.

## Schwimmkarriere

### Karriere in Syrien
Al Hussein kam durch seinen Vater zum Schwimmsport und bestritt, ebenso wie mehrere seiner Geschwister, bereits im Alter von fünf Jahren seine ersten Wettkämpfe. Häufig trainierte er dabei im Euphrat, der durch seine Heimatstadt fließt, und sprang regelmäßig von der Hängebrücke von Deir ez-Zor ins Wasser. Als Jugendlicher gewann er mehrere Medaillen bei lokalen und landesweiten Schwimmmeisterschaften.

### Rehabilitation und Teilnahme an den Paralympics

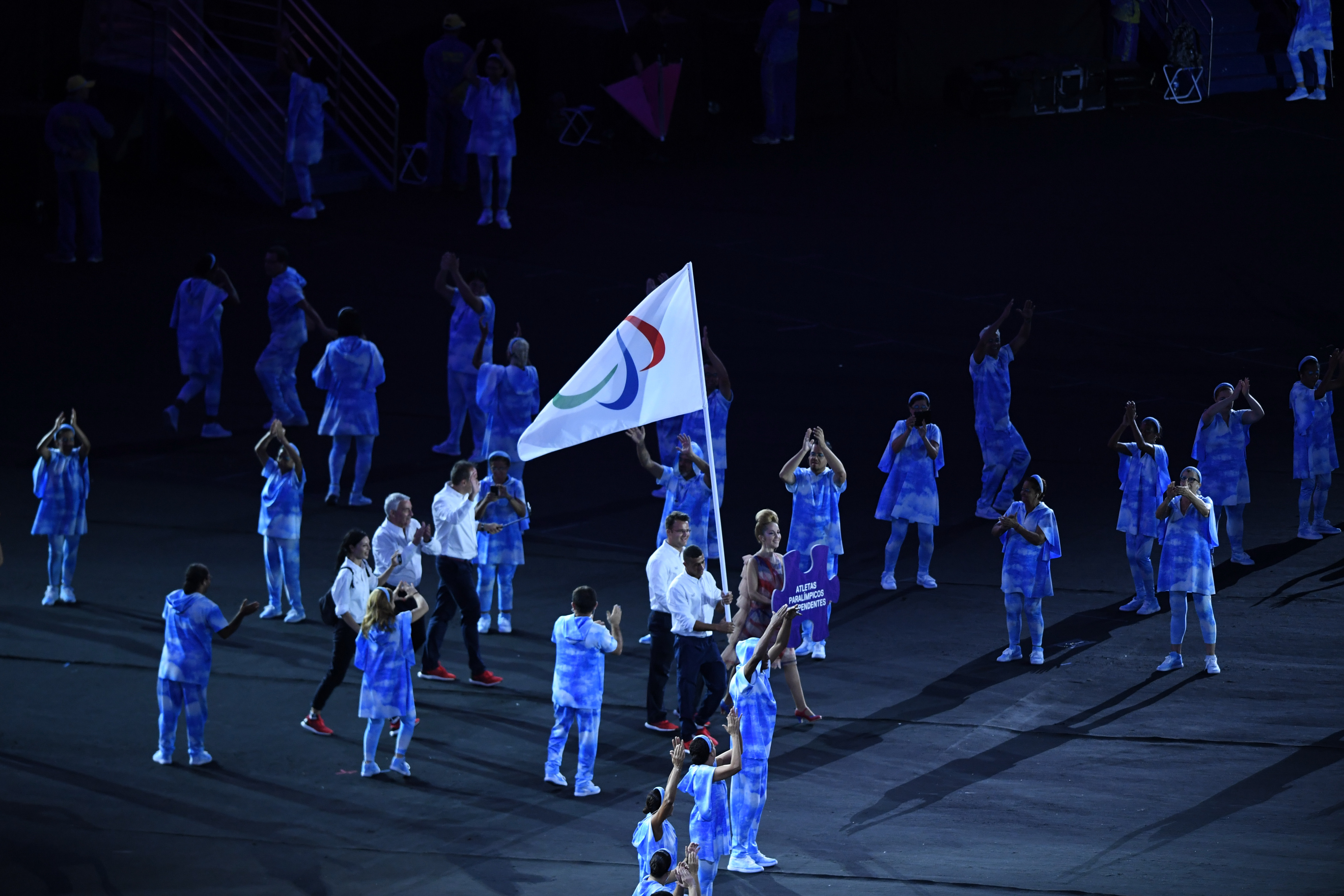
Ibrahim Al Hussein trägt die paralympische Flagge bei der Eröffnungszeremonie der Paralympics 2016

Nach der Behandlung in Griechenland nahm Ibrahim Al Hussein mit der Hilfe lokaler NGO-Vertreter den Sport wieder auf, schloss sich einem Schwimmverein an und begann Rollstuhlbasketball zu spielen. Im Oktober 2015 schwamm er nach fünf Jahren zum ersten Mal wieder und trainierte bald vier Stunden pro Tag im Athener Olympia-Wassersportzentrum. Im April 2016 lag seine Bestzeit über 50 Meter Freistil bei 28 Sekunden, nur drei Sekunden über seiner persönlichen Bestzeit ohne Behinderung.
Bereits im Januar 2016 verkündete das Internationale Olympische Komitee, dass ein Flüchtling zu Beginn des olympischen Fackellaufs das olympische Feuer durch das Athener Flüchtlingslager „Eleonas“ tragen werde. Das UN-Flüchtlingskommissariat UNHCR wählte Al Hussein für diese Aufgabe aus, der am 26. April 2016 unter großem Medieninteresse seinen Teil des Fackellaufs absolvierte.
Im August 2016 wurde Ibrahim Al Hussein schließlich für die Teilnahme an den Paralympics 2016 in Rio de Janeiro nominiert. Er trat dabei, neben dem in den USA lebenden Iraner Shahrad Nasajpour, als einer von zwei Flüchtlingen in der Delegation unabhängiger Teilnehmer an. Die Initiative dafür entstand parallel zur Nominierung des Refugee Olympic Team bei den olympischen Spielen. Al Hussein wurde als Fahnenträger für die Eröffnungszeremonie ausgewählt und durfte somit als erster Athlet ins Maracanã-Stadion einlaufen. Er trat in der Klasse S9 über 50 und 100 Meter Freistil an und lag im Vorlauf mit Zeiten von 35,54 s bzw. 1:20:98 min jeweils deutlich hinter der Konkurrenz. Allerdings unterbot er seine Qualifikationswerte um mehrere Sekunden.
Bei der Abschlusszeremonie der Paralympics wurde Al Hussein mit dem Whang Youn Dai Achievement Award geehrt, der als eine der höchsten Auszeichnungen für behinderte Sportler gilt. Die Jury hob dabei besonders die „Entschlossenheit und Ausdauer“ (determination und perseverance) auf seinem Weg zu den Paralympischen Spielen hervor.